# Artabotrys thomsonii
Artabotrys thomsonii är en kirimojaväxtart som beskrevs av Daniel Oliver. Artabotrys thomsonii ingår i släktet Artabotrys och familjen kirimojaväxter. Inga underarter finns listade i Catalogue of Life.